# Campionato italiano di lacrosse
Il Campionato italiano di lacrosse, organizzato dalla Federazione Italiana Giuoco Lacrosse, è il massimo campionato nazionale italiano di Lacrosse. Sebbene in Italia si siano svolti tornei e competizioni di lacrosse a partire dal 2002, la prima edizione ufficiale del campionato risale alla stagione 2009–10.
Il torneo si svolge su base nazionale tramite un campionato a girone unico con partite di andata e ritorno che si tiene da settembre a maggio. A causa dell'estrema giovinezza del Lacrosse in Italia, il campionato conta un'unica serie. La vittoria del campionato dà al club vincitore il titolo di Campione d'Italia.
Attuali detentori del titolo sono i Bologna Sharks Lacrosse  che si sono aggiudicati il loro 1º scudetto davanti a Pellicani Bocconi nella finale disputata il 7 maggio 2023 allo Centro Sportivo Olmi di Milano.

## Formula, struttura e regolamento del campionato
Nelle stagioni 2009/10 e 2010/11 il campionato si disputa tramite un Girone all'Italiana con partite di andata e ritorno.
Nella stagione 2011/12 il campionato si disputa con la formula a 2 gironi con fase finale di "Final Four" dove si contendono il titolo le migliori due di ogni girone.

### Struttura e sistema di punteggio
Nella stagione 2011/12
- Due punti per le squadre che al termine del tempo regolamentare o supplementare vincono l'incontro;
- Un punto per le squadre che al termine del tempo regolamentare hanno pareggiato ma perdono ai supplementari;
- Zero Punti per la squadra che perde l'incontro.

Nelle stagioni 2009/10 e 2010/11 per ogni incontro il punteggio è così determinato:
- Un punto per la squadra che vince l'incontro;
- Zero Punti per la squadra che perde l'incontro.

Non è previsto il risultato di parità e in caso di raggiungimento dello stesso, è previsto un tempo supplementare per determinare la squadra vincitrice.
Nel caso sia necessario determinare priorità tra due squadre a pari punteggio vigono i seguenti criteri, nell'ordine:
1. Risultati negli scontri diretti tra le due squadre nel corso della stagione;
2. Differenza reti generale

Non sono attualmente previste retrocessioni.

### Aggregazioni
Le società sportive iscritte alla FIGL possono "aggregarsi" in mix-team per avere un numero di giocatori sufficiente a disputare il campionato.
Nel I Campionato Italiano i Red Hawks Merate Lacrosse si sono aggregati con il Torino Lacrosse Taurus.
Nel II Campionato Italiano i Torino Lacrosse Taurus si sono aggregati con gli Sharks Bologna e i Phoenix Perugia con le Aquile Nere Lacrosse La Spezia.
Nel III Campionato Italiano gli Sharks Bologna si sono aggregati con le Aquile Nere Lacrosse La Spezia.

## Storia
Il campionato Italiano di Lacrosse a girone unico ha preso il via con la stagione 2009/10 e ha visto imporsi i Roma Leones.

## Albo d'oro
| Edizione   | N° squadre iscritte | Vincitore                  |
| ---------- | ------------------- | -------------------------- |
| 2009-2010  | 4                   | Roma Leones                |
| 2010-2011  | 5                   | Red Hawks Merate Lacrosse  |
| 2011-2012  | 6                   | Pellicani Bocconi Lacrosse |
| 2012-2013  | 7                   | Pellicani Bocconi Lacrosse |
| 2013-2014  | 7                   | Pellicani Bocconi Lacrosse |
| 2014-2015  | 5                   | Pellicani Bocconi Lacrosse |
| 2015-2016  | 5                   | Pellicani Bocconi Lacrosse |
| 2016-2017  | 4                   | Pellicani Bocconi Lacrosse |
| 2017-2018  | 4                   | Red Hawks Merate Lacrosse  |
| 2018-2019  | 5                   | Roma Leones                |
| 2021-2022  | 5                   | Roma Leones                |
| 2022-2023  | 4                   | Bologna Sharks Lacrosse    |
| 2023- 2024 | 5                   | Painkillers Milano         |